# RAW (cartine per sigarette)

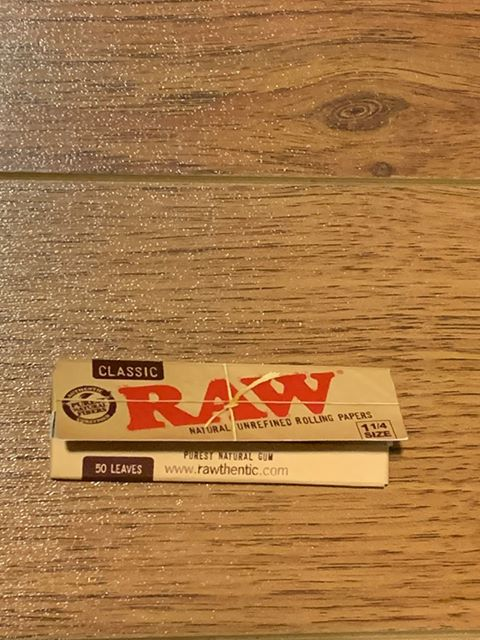
Pacchetto di cartine classiche corte

RAW è un marchio di cartine creato nel 1995 da Josh Kesselman. Sono progettate per fumare tabacco e marijuana . Sono inoltre disponibili svariati prodotti RAW tra cui filtri, accendini e molti altri accessori per fumatori

## Storia
Nel 1993, dopo aver venduto tutti i suoi beni, Josh Kesselman aprì un piccolo negozio di articoli per fumatori chiamato Knuckleheads a Gainesville, Florida, che importava cartine speciali dall'Europa e vendeva accessori per fumatori . Nel 1996, Kesselman ha venduto accidentalmente un bong a una ragazza il cui padre lavorava per il governo degli Stati Uniti . L'abitazione di Kesselman venne perquisita e lui venne posto agli arresti domiciliari . Nello stesso anno, Kesselman si trasferì in Arizona per avviare una società di fornitura e distribuzione di articoli per fumatori chiamata HBI.
Nel 1997, l'attività si stava espandendo. Kesselman incontrò il proprietario di una vecchia fabbrica di cartine nella regione spagnola di Alcoy che cercava di creare e vendere nuovi prodotti. Kesselman si unì e in seguito sviluppò due marchi, Juicy Jay's, che erano carte aromatizzate, ed Elements, cartine simili alla carta di riso.
Nel 2004, Kesselman ha effettuato un investimento di 1 milione di dollari in fibra di canapa naturale, non lavorata e non sbiancata. Il concetto era quello di produrre cartine "vegane" e la RAW è stata la prima azienda a offrire cartine di questo tipo. Nel 2005, RAW ha iniziato la produzione di massa. Attualmente sono in produzione 4 tipi di cartine, proposte in diversi formati
Wiz Khalifa  ha dedicato una canzone al marchio, intitolata "Raw". Mary Schumacher di The Fresh Toast ha consigliato le cartine RAW alle persone che fumano marijuana.